# Шабдан
Шабдан (кирг. Шабдан, до 1992 г. — Новороссийка) — село в Кеминском районе Чуйской области Кыргызстана. Административный центр Чон-Кеминского аильного округа. Код СОАТЕ — 41708 213 842 01 0.

## Население
| год     | 2009 | 2014 | 2015 |
| ------- | ---- | ---- | ---- |
| человек | 1771 | 1817 | 1826 |